# عصمت استاكين
عصمت استاكين  (بالتركية: İsmet Üstekin)‏ ولد في إسطنبول في عام 1946 . رسام ومصور وممثل مسرح وسينما ومسلسل.
تلقي تعليمه بين الاعوام 1968- 1971 في مركز الثقافة واللغة في مدرسة المسرح. ولعب العديد من الأدوار في مسرحيات مختلفة ابتدائاً من عام 1971 في العديد من المسارح مثل مسرح دورمان ومسرح نساء سيريزليوطولجا اشكينار ومسرح علي بويراز اوغلو ومسرح جولريز سروري وانجين جزار ومسرح شان ومسرح فن إسطنبول والمسرح البلدي باكيركوي ومسرح إسطنبول. وبتمثيله في الأفلام منذ عام 1973 أصبح محط أنظار الجميع.
وفي عام 1975 جعلته أعماله الفوتغرافيه محترفا. ومنذ عام 1982 بدأ بممارسه الرسم.
فتح 14 معرض شخصي من الرسومات الزيتيه والمصنوعة من الباستيل. شارك في معارض جماعيه. اعطي اسم (فوتوراس)للصور التي التقطها مستخدما تقنيه اكتساب صفه رسميه.

## بعض الادوار التي لعبها
- مارات ساد
- الذي في الحبل
- نادي المجانين
- مورفين
- الطيور الصغيرة
- يوجد مهرجان يوم الاثنين
- انا اكون رئيس الوزراء
- طائش
- باشا الباشاوات
- القباقب
- نحن نشبه بعضنا
- الإعلانات
- الحياة الوردية
- مسرحي
- ايرما فتاه الشارع
- المال الحلو
- قصبه البلابل المسرورة
- ماذا حدث إليك ايها الرجل الصغير
- الميناء
- فندق بادريسو
- نصف الطريق
- الخريف المجنون
- المفلسون الرائعون
- من خمسه الي سبعه
- النقود المضحكة
- مرحبا ياصديق
- وسام النصر
- مربع آص
- هل يوجد أحد في الاعلي
- لايوجد عمر للحب

## فيلموغرافيا
- مثل السر 2007
- الرجال لاتبكي 2006
- سنوات الضياع2005
- امي الساحرة 2003
- الحياة الحلوه 2001
- المفلسون الرائعون 1994
- مربع آص 1994
- الليلة البيضاء 1993
- وسط الوحشة 1991
- ماء للشرب 1990
- صفحات الطيور 1990
- المساء 1989
- الحياة المرة
- ذنبنا اننا أصبحنا نساء 1989
- العشق الأسود 1989
- عزيزتي السيدة 1988
- بيلين 1987
- ثلاثه اليمان العذراء 1975
- الأطباء 2008
- على سبيل المثال مظفر

## الروابط الخارجية
- عصمت استاكين على موقع IMDb (الإنجليزية)

- مواقع الويب الشخصية
- عصمت استاكين في قاعدة بيانات الأفلام على الإنترنت
- عصمت استاكين في السينيما التركية